# ورنیه، سوئیس
شهر ورنیه   در ایالت ژنو در کشور سوئیس  واقع شده‌است که  ۲۹٬۴۰۰ نفر جمعیت دارد.